# Franciszek Goldberg-Górski

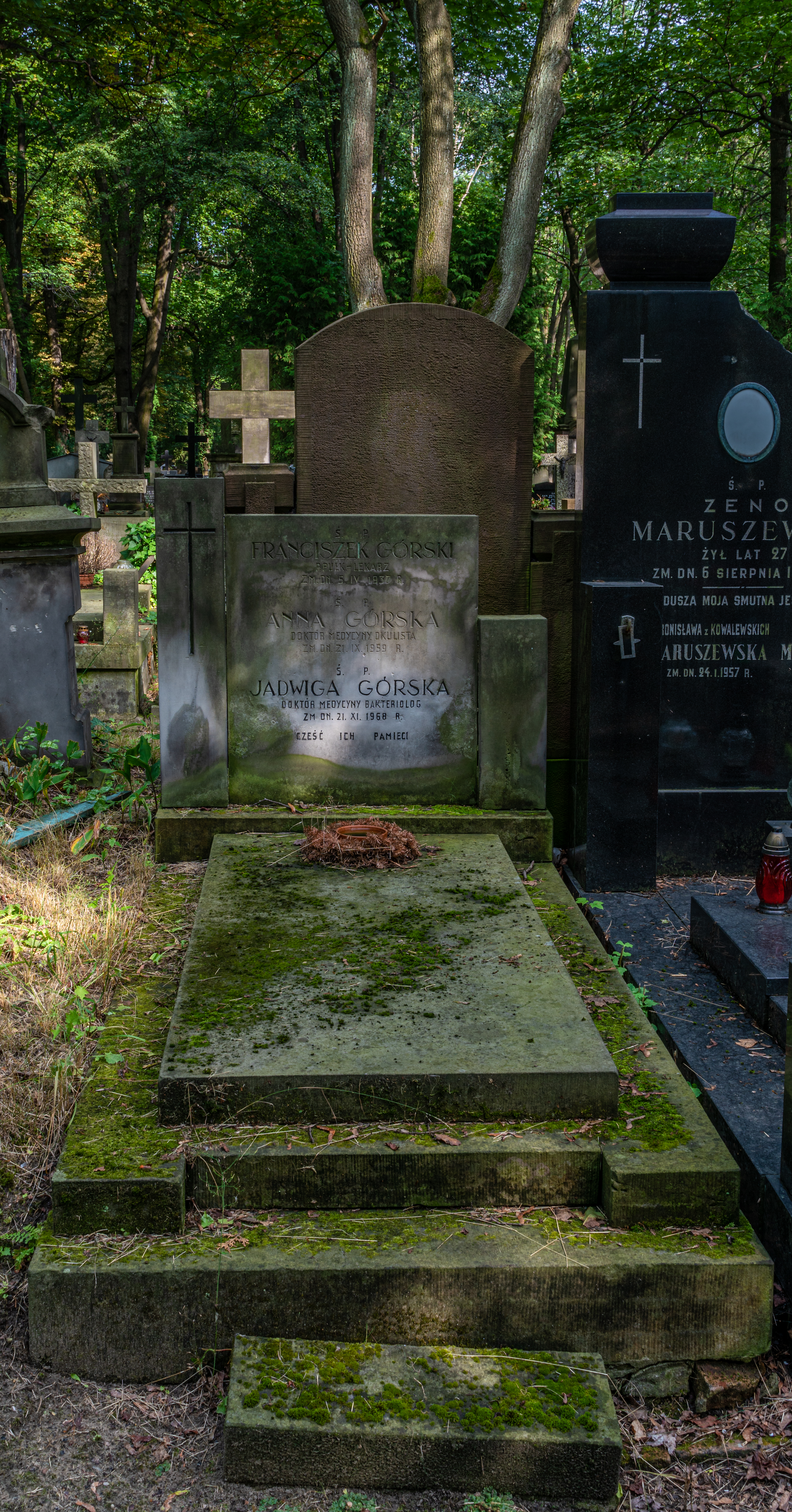
Grób Franciszka Goldberga-Górskiego na cmentarzu Powązkowskim

Franciszek Goldberg-Górski (ur. 3 września 1863, zm. 5 kwietnia 1937 w Warszawie) – lekarz dentysta z tytułem doktora, podpułkownik Wojska Polskiego.

## Życiorys
Urodził się na ziemi płockiej 3 września 1863. Pochodził z rodziny żydowskiej. Był synem Maurycego Goldberga i Anny z domu Weber. Odbywał studia lekarskie na Uniwersytecie w Berlinie u boku prof. Rudolfa Virchowa. Uzyskał tytuł naukowy z tytułem doktora. Ukończył specjalizację w zakresie stomatologii i w 1891 osiadł w Warszawie. Od 1914 do 1915 pracował w warszawskim Szpitalu Miejskim. Był specjalistą chorób i urazów szczękowych. Podczas I wojny światowej w 1915 jako ochotnik zgłosił się do służby wojskowej i pracował w szpitalu wojskowym odpowiadając za leczenie w dziedzinie swojej specjalizacji lekarskiej. Publikował także prace naukowe w zakresie swojej specjalizacji.
Po odzyskaniu przez Polskę niepodległości został przyjęty do Wojska Polskiego. Został awansowany do stopnia podpułkownika dentysty w korpusie oficerów sanitarnych rezerwy, grupie podlekarzy, ze starszeństwem z dniem 1 czerwca 1919. W 1923, 1924 był przydzielony jako oficer rezerwowy do 1 batalionu sanitarnego. Był kierownikiem (ordynatorem) Oddziału Stomatologicznego w 1 Wojskowym Szpitalu Okręgowym im. Marszałka Józefa Piłsudskiego w Warszawie. Później przeniesiony w stan spoczynku.
Zmarł 5 kwietnia 1937 w Warszawie. Został pochowany na cmentarzu Powązkowskim w Warszawie 7 kwietnia 1937 (kwatera 194-4-22).
Był kolekcjonerem dzieł malarskich. Część zbiorów dawnej kolekcji doktora trafiła do Muzeum Narodowego w Warszawie.
Jego córki także zostały lekarzami z tytułem doktora: Anna (zm. 1959, okulistka) i Jadwiga (zm. 1968, bakteriolog).

## Odznaczenia
- Złoty Krzyż Zasługi (1937, za całokształt zasług w służbie wojskowej)[11][12]
- Odznaczenia wojskowe[1]